# فهرج (يزد)
فهرج ( الفارسية: فهرج) هي قرية في منطقة فهرج الريفية في المَنطقة المركزية بمقاطعة يزد، في محافظة يزد، في إيران.
تقع مدينة فهرج على بعد 30 كيلومترًا جنوب شرق يزد على طريق بافق، عند سفح جبل جالتا، في منطقة قاحلة على حافة الصحراء وتعتمد على القنوات والآبار العميقة لتوفير المياه. يتكون سكانها بشكل رئيي من الشيعة الناطقين باللغة الفارسية.

## التاريخ
في تاريخ يزد، المنسوب إلى جعفر بن محمد الجعفري فإن تأسيس فهرج يُنسب إلى الملك الساساني كوااد الأول. كما أدرج الجغرافيان الإصطخري والمقدسي في القرن العاشر فهرج واحدةً من المدن الرئيسة في مقاطعة يزد، إلى جانب ميبد ونائين. مثل المدينتين الأخيرتين، وُصفَت فهرج ومسجدها الجامع. وفي وقت لاحق، أعطى أبو الفداء الإحداثيات الجغرافية لفهرج، وهو الأمر الذي فعله فقط للأماكن التي اعتبرها مهمة، مما يشير إلى استمرار أهمية فرج في هذا الوقت.
كانن فهرج مسرحًا لحادثة أثناء الفتح الإسلامي لبلاد فارس. وصل جيش الخليفة عمر بن الخطاب، الذي كان يطارد الإمبراطور الساساني يزدجرد الثالث، إلى فهرج، حيث دعوا سكان البلدة الزرادشتيين إلى اعتناق الإسلام. وقاوم أهل فهرج، ومعهم أهل خويدك وفرفتار المجاورتان، وقاتلوا جيش المسلمين. وقد قُتل عدد من أصحاب النبي محمد، وكذلك أفراد من التابعين؛ بعد قتلهم المقاومين. وأصبحوا يُعرفون باسم شهداء فهرج، ولا تزال أضرحتهم موجودة في آبادي شهداء، على بعد 2 كم خارج فهرج؛ حيث تعتني بها الحكومية الإيرانية باعتبارها إرثًا إسلاميًّا.

## التركيبة السكانية

### السكان
في وقت التعداد الوطني لعام 2006، بلغ عدد سكان القرية 2694 نسمة في 697 أسرة. وأحصى التعداد السكاني التالي في عام 2011 عدد السكان البالغ 2690 شخصًا في 767 أسرة. قدر تعداد السكان لعام 2016 عدد سكان القرية بـ 2963 شخصًا في 861 أسرة.

## المسجد
يعد مسجد جامع فهرج، الواقع في وسط المدينة، أحد أقدم المساجد الباقية في إيران. وهو مصنوع من الطوب المجفف بالشمس، مع واجهة مطلية بالسيم-جيل (مزيج من الرمل والطين والقش المفروم، والجيل-ريج، والجص). المئذنة التي بنيت في القرن العاشر أو الحادي عشر، مصنوعة من الطوب الأصغر حجمًا. يحتوي الجدار الشرقي على نقوش جصية تُشبه، إلى جانب عناصر زخرفية أخرى تشبه الفن الساساني. في أوقات الاضطرابات، كان الناس يُخبئون ممتلكاتهم الثمينة في مخابئ داخل المسجد لحمايتها من اللصوص أو الغزاة.